# Debeljača
Debeljača (cyr. Дебељача) – wieś w Serbii, w Wojwodinie, w okręgu południowobanackim, w gminie Kovačica. W 2011 roku liczyła 4913 mieszkańców.